# (74193) 1998 RW45
(74193) 1998 RW45 – planetoida z pasa głównego asteroid okrążająca Słońce w ciągu 4,19 lat w średniej odległości 2,6 j.a. Odkryta 14 września 1998 roku.